# Craon (Mayenne)
Pour les articles homonymes, voir Craon.
Craon (prononciation : [kʁã]) est une commune française située dans le département de la Mayenne en région Pays de la Loire et peuplée de 4 415 habitants.
Craon se trouve dans le pays du Craonnais, situé dans la partie occidentale de la Mayenne angevine.

## Géographie

### Localisation et communes limitrophes
Craon est située dans le Sud-Ouest de la Mayenne, à 30 km au sud-ouest de Laval, 20 km à l'ouest de Château-Gontier-sur-Mayenne, 20 km au nord de Segré-en-Anjou Bleu et 23 km au nord-est de Pouancé.
Les communes limitrophes sont Athée, Denazé, Pommerieux, Chérancé, Bouchamps-lès-Craon, Niafles et Livré-la-Touche.

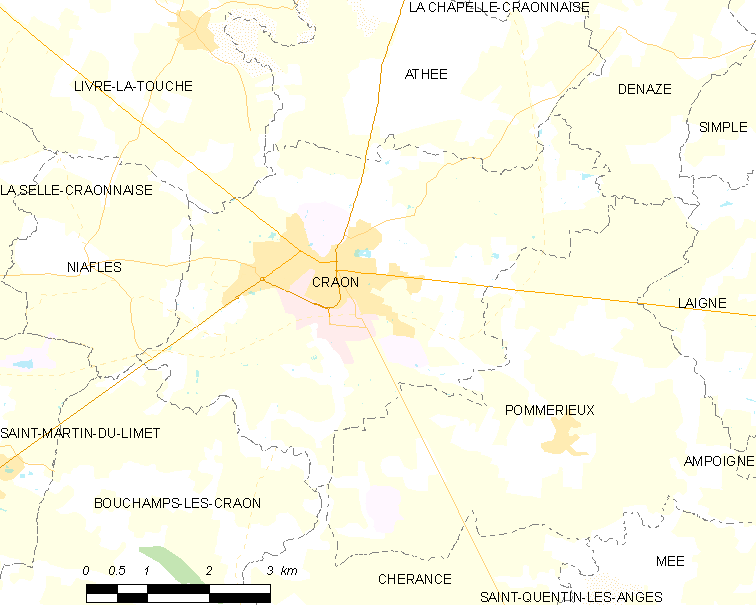
Carte de la commune de Craon.

| Livré-la-Touche     | Athée    | Denazé     |
| Niafles             | Craon    |            |
| Bouchamps-lès-Craon | Chérancé | Pommerieux |

### Géologie et relief

Carte géologique du massif armoricain.

### Hydrographie

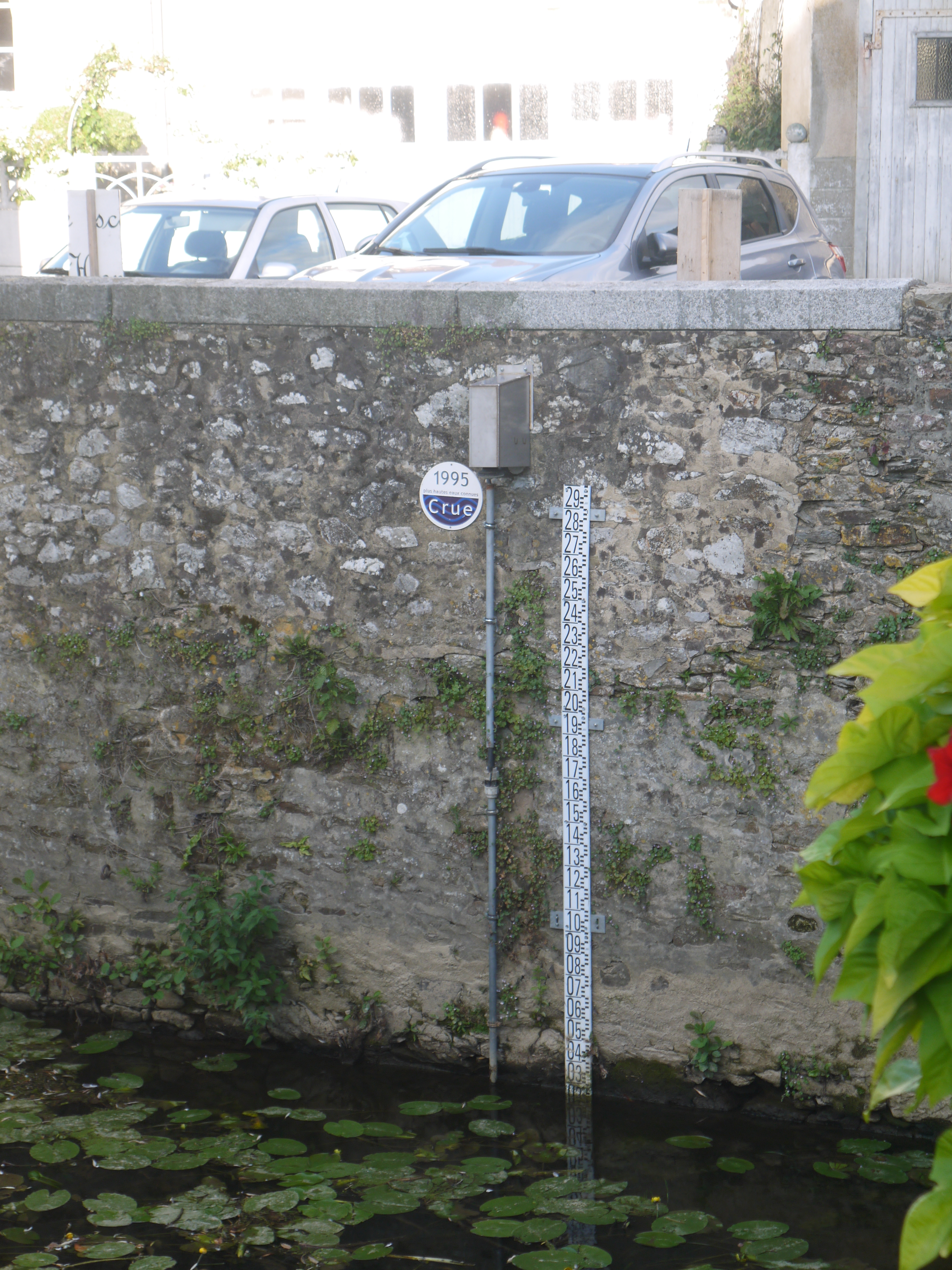
Le repère de crue de l'Oudon avec son plus haut niveau connu, en 1995.

### Climat
Le climat qui caractérise la commune est qualifié, en 2010, de « climat océanique altéré », selon la typologie des climats de la France qui compte alors huit grands types de climats en métropole. En 2020, la commune ressort du même type de climat dans la classification établie par Météo-France, qui ne compte désormais, en première approche, que cinq grands types de climats en métropole. Il s’agit d’une zone de transition entre le climat océanique, le climat de montagne et le climat semi-continental. Les écarts de température entre hiver et été augmentent avec l'éloignement de la mer. La pluviométrie est plus faible qu'en bord de mer, sauf aux abords des reliefs.
Les paramètres climatiques qui ont permis d’établir la typologie de 2010 comportent six variables pour les températures et huit pour les précipitations, dont les valeurs correspondent aux données mensuelles sur la normale 1971-2000. Les sept principales variables caractérisant la commune sont présentées dans l'encadré ci-après.
| Paramètres climatiques communaux sur la période 1971-2000 - Moyenne annuelle de température : 11,6 °C - Nombre de jours avec une température inférieure à −5 °C : 1,8 j - Nombre de jours avec une température supérieure à 30 °C : 4,2 j - Amplitude thermique annuelle : 13,7 °C - Cumuls annuels de précipitation : 707 mm - Nombre de jours de précipitation en janvier : 11,8 j - Nombre de jours de précipitation en juillet : 6,3 j |

Avec le changement climatique, ces variables ont évolué. Une étude réalisée en 2014 par la Direction générale de l'Énergie et du Climat complétée par des études régionales prévoit en effet que la température moyenne devrait croître et la pluviométrie moyenne baisser, avec toutefois de fortes variations régionales. La station météorologique de Météo-France installée sur la commune et en service de 1945 à 2016 permet de connaître l'évolution des indicateurs météorologiques. Le tableau détaillé pour la période 1981-2010 est présenté ci-après.
| Mois                                  | jan.            | fév.           | mars          | avril           | mai             | juin          | jui.          | août           | sep.          | oct.          | nov.            | déc.             | année    |
| ------------------------------------- | --------------- | -------------- | ------------- | --------------- | --------------- | ------------- | ------------- | -------------- | ------------- | ------------- | --------------- | ---------------- | -------- |
| Température minimale moyenne (°C)     | 2,5             | 2              | 3,9           | 5,4             | 9,1             | 11,7          | 13,6          | 13,5           | 11            | 8,7           | 5               | 2,8              | 7,5      |
| Température moyenne (°C)              | 5,4             | 5,8            | 8,4           | 10,6            | 14,3            | 17,5          | 19,5          | 19,5           | 16,6          | 13            | 8,4             | 5,7              | 12,1     |
| Température maximale moyenne (°C)     | 8,4             | 9,5            | 12,9          | 15,7            | 19,5            | 23,2          | 25,4          | 25,5           | 22,2          | 17,2          | 11,8            | 8,7              | 16,7     |
| Record de froid (°C) date du record   | −18 08.01.1985  | −13 25.02.1986 | −9,5 01.03.05 | −3,5 13.04.1998 | −3,5 01.05.1945 | 1 02.06.1962  | 4 11.07.1972  | 3,5 31.08.1986 | 0,9 20.09.12  | −5 30.10.1997 | −8,5 27.11.1945 | −15,2 29.12.1964 | −18 1985 |
| Record de chaleur (°C) date du record | 17,1 13.01.1993 | 20 28.02.1960  | 25 30.03.1946 | 28,5 30.04.05   | 32,3 27.05.05   | 38 28.06.1976 | 40 28.07.1947 | 40 10.08.03    | 36 01.09.1961 | 29,7 02.10.11 | 23 19.11.1945   | 17,5 19.12.15    | 40 2003  |
| Précipitations (mm)                   | 73,9            | 59,3           | 52,5          | 55,2            | 61,7            | 49,2          | 48,8          | 36,4           | 61,3          | 78,8          | 72,4            | 81,1             | 730,6    |

## Urbanisme

### Typologie
Au 1er janvier 2024, Craon est catégorisée bourg rural, selon la nouvelle grille communale de densité à sept niveaux définie par l'Insee en 2022.
Elle appartient à l'unité urbaine de Craon, une unité urbaine monocommunale constituant une ville isolée,. Par ailleurs la commune fait partie de l'aire d'attraction de Craon, dont elle est la commune-centre,. Cette aire, qui regroupe 9 communes, est catégorisée dans les aires de moins de 50 000 habitants,.

### Occupation des sols
L'occupation des sols de la commune, telle qu'elle ressort de la base de données européenne d’occupation biophysique des sols Corine Land Cover (CLC), est marquée par l'importance des territoires agricoles (80,1 % en 2018), en diminution par rapport à 1990 (84,3 %). La répartition détaillée en 2018 est la suivante : terres arables (55,2 %), prairies (22,3 %), zones urbanisées (12,4 %), zones industrielles ou commerciales et réseaux de communication (4 %), espaces verts artificialisés, non agricoles (3,4 %), zones agricoles hétérogènes (2,6 %). L'évolution de l'occupation des sols de la commune et de ses infrastructures peut être observée sur les différentes représentations cartographiques du territoire : la carte de Cassini (XVIIIe siècle), la carte d'état-major (1820-1866) et les cartes ou photos aériennes de l'IGN pour la période actuelle (1950 à aujourd'hui).

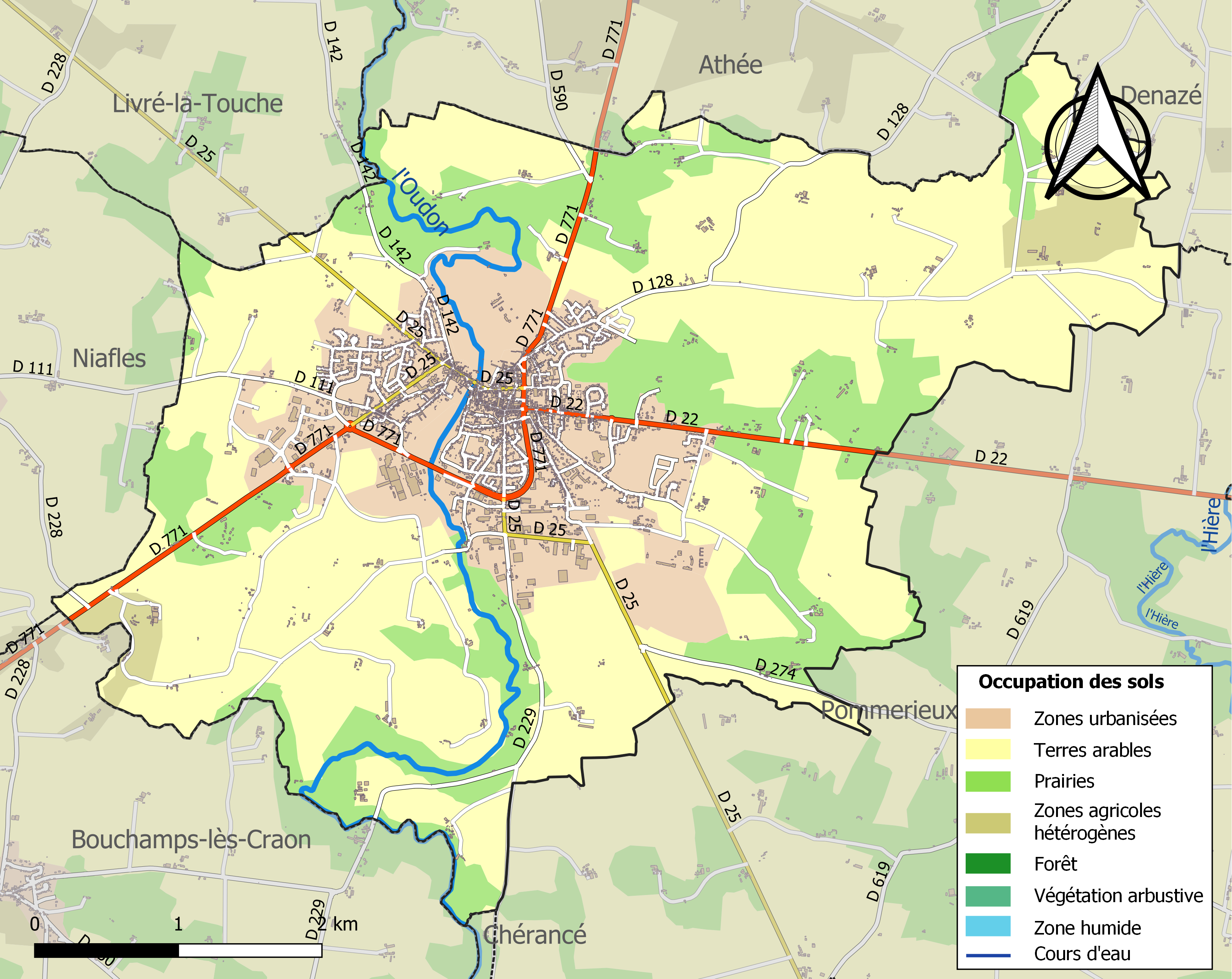
Carte des infrastructures et de l'occupation des sols de la commune en 2018 (CLC).

## Toponymie
Le nom de Craon est ancien. On le retrouve au VIIe siècle sur une monnaie mérovingienne : Cr[od]eno, ainsi qu'au IXe siècle, Ciron pour Credonem.

## Histoire

### Préhistoire et Antiquité
De l'époque gallo-romaine, subsiste une inscription au dieu Mars.[réf. nécessaire]

### Haut Moyen Âge
Au IXe siècle, à l'époque des guerres entre Francs et Bretons, Craon fut la ville où Lambert, comte de Nantes, se réfugia en 847, à la suite des menaces de Charles le Chauve à son encontre. La sœur de Lambert, Doda, y dirigeait un monastère dédié à Saint Clément. Selon la chronique de Nantes, Craon faisait alors partie du territoire nantais. Lambert s'empara du Mans en 850 et fut tué par le comte du Maine Gausbert, le 1er mai 852. Après la défaite de Charles le Chauve face aux Bretons, en 851 le traité d'Angers concède à Erispoë de Bretagne, fils de Nominoë, la possession de tout le territoire du Maine et de l'Anjou jusqu'à la Mayenne : Craon était compris dans cette concession. Le successeur d'Erispoë, Salomon, fut confirmé dans les mêmes droits en 863 par le traité d'Entrammes ; il ne faut cependant pas en conclure que le cours supérieur de la Mayenne était alors la limite de la Bretagne[réf. incomplète], d'autant plus que les Bretons durent abandonner ces territoires au début du Xe siècle.

### Moyen Âge
Ce fut une redoutable forteresse médiévale composée de 27 tours et de 1 600 mètres de murailles, servant à garder la frontière angevine face à la Bretagne. Ce fut une ville marchande très importante (connue pour son fil de lin blanchi) dotée de halles fondées au XIIe siècle et réputées parmi les plus grandes de France. Craon qui fut le siège de la première baronnie d'Anjou était une force politique, judiciaire et religieuse importante, gérant une quarantaine de paroisses.
Au Moyen Âge puis sous l'Ancien Régime, le fief de la baronnie angevine de Craon dépendait de la sénéchaussée principale d'Angers et du pays d'élection de Château-Gontier. La baronnie était qualifiée de « Première baronnie d'Anjou ».

Armoiries de la famille de Craon : Losangé d'or et de gueules.

En 1343, le sel devient un monopole d'État par une ordonnance du roi Philippe VI de Valois, qui institue la gabelle, la taxe sur le sel. L’Anjou fait partie des pays de grande gabelle et comprend seize tribunaux spéciaux ou greniers à sel, dont celui de Craon.

### XVeetXVIesiècles

La sénéchaussée de Saumur en Anjou au XVIIIe siècle.

Au XVe siècle, la ville placée aux confins de la Bretagne, duché longtemps allié aux Anglais, devint une place importante à conserver. Les passages des troupes royales et les montres d'hommes d'armes y sont fréquentes.
Lors de la huitième guerre de religion, la ville est assiégée par l’armée royale, mais dégagée par les Espagnols débarqués en Bretagne le 24 mai 1592.
Henri IV de France, après être monté sur le trône, fait détruire dans le Comté de Laval un grand nombre de maisons de campagne et châteaux garnis de murs et fossés, petits forts qui auraient pu servir encore de retraite à quelques restes de la Ligue. Les murailles de la ville de Craon qui lui avaient résisté pendant longtemps, et devant lesquelles ses généraux avaient reçu un échec, furent rasées.
Craon, qui était aussi une ville de grenier à sel et d’hôpitaux vit sa puissance décliner avec la Révolution française.
Elle fut chef-lieu de district de 1790 à 1795.

### Révolution française
Le 25 messidor an II, la Commission militaire révolutionnaire du département de la Mayenne s'installe à Craon et, en quelques jours, envoie plusieurs personnes à la guillotine. La Commission Huchedé et de l'accusateur Publicola Garot opère jusqu'au 9 thermidor.

### XIXe siècle

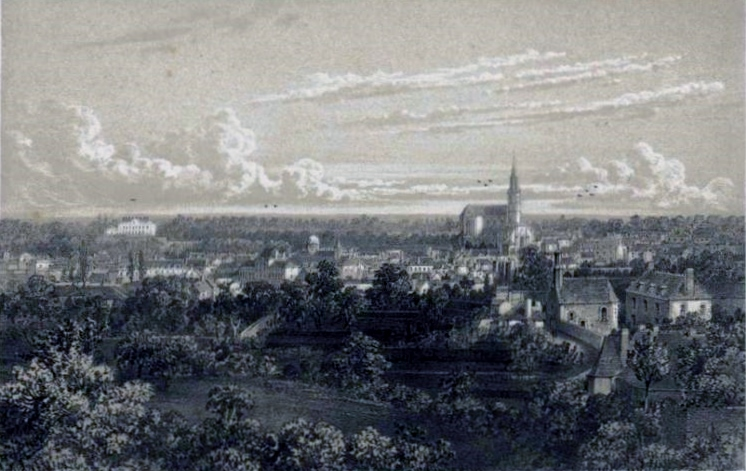
Craon en 1868 (dessin de Félix Benoist et Henri-Désiré Charpentier).

## Politique et administration

### Liste des maires
| Période                                  | Période                | Identité                    | Étiquette            | Qualité |
| ---------------------------------------- | ---------------------- | --------------------------- | -------------------- | --- |
| septembre 1815                           |                        | Michel Guesdon              |                      | Militaire                                                                                                  |
|                                          |                        |                             |                      | |
| 1835                                     | 1852                   | Bernard-Pierre Allard       |                      | Notaire et propriétaire, conseiller général (1845 → 1860)                                                  |
| 1855                                     | 1861                   | Auguste Morillon père       |                      | |
| 1861                                     | 1868                   | Prosper Jamet               |                      | Médecin et propriétaire, conseiller général (1863 → 1871)                                                  |
| 1871                                     | 1883 (décès)           | Élie-René Herrouet          | Républicain          | Conseiller général (1883)                                                                                  |
| 1884                                     | 1895                   | Victor Belsoeur             |                      | |
| septembre 1895                           | février 1921 (décès)   | Auguste Morillon fils       | Conservateur         | Médecin, conseiller général (1906 → 1921)                                                                  |
| février 1921                             | septembre 1939 (décès) | Ferdinand Le Pelletier      | UR                   | Enseignant et économiste Sénateur de la Mayenne (1934 → 1939), conseiller général (1921 → 1939)            |
|                                          |                        |                             |                      | |
| mai 1953                                 | mars 1977              | Simon Faligant              | MRP puis CD puis CDP | Médecin, conseiller général (1945 → 1979)                                                                  |
| mars 1977                                | mars 1989              | Henri de Gastines           | UDR puis RPR         | Agriculteur, député de la 2e circonscription de la Mayenne (1968 → 2002), conseiller général (1973 → 2004) |
| mars 1989                                | mars 2014              | Paul Chaineau               | DVD                  | Comptable, conseiller général (1998 → 2011), vice-président du conseil général de la Mayenne               |
| mars 2014                                | mai 2020               | Claude Gilet                | DVD                  | Cadre notarial, vice-président de la CC du Pays de Craon                                                   |
| mars 2020                                | En cours               | Bertrand Budes de Guébriant | DVD                  | Propriétaire du château de Craon                                                                           |
| Les données manquantes sont à compléter. |                        |                             |                      | |

## Population et société

### Démographie

#### Évolution démographique
L'évolution du nombre d'habitants est connue à travers les recensements de la population effectués dans la commune depuis 1793. Pour les communes de moins de 10 000 habitants, une enquête de recensement portant sur toute la population est réalisée tous les cinq ans, les populations de référence des années intermédiaires étant quant à elles estimées par interpolation ou extrapolation. Pour la commune, le premier recensement exhaustif entrant dans le cadre du nouveau dispositif a été réalisé en 2006.
En 2022, la commune comptait 4 415 habitants, en évolution de −2,17 % par rapport à 2016 (Mayenne : −0,73 %, France hors Mayotte : +2,11 %).
| 1793  | 1800  | 1806  | 1821  | 1831  | 1836  | 1841  | 1846  | 1851  |
| ----- | ----- | ----- | ----- | ----- | ----- | ----- | ----- | ----- |
| 1 587 | 1 494 | 1 448 | 3 591 | 3 610 | 3 813 | 3 857 | 4 088 | 4 171 |

| 1856  | 1861  | 1866  | 1872  | 1876  | 1881  | 1886  | 1891  | 1896  |
| ----- | ----- | ----- | ----- | ----- | ----- | ----- | ----- | ----- |
| 4 218 | 4 291 | 4 401 | 4 254 | 4 675 | 4 527 | 4 532 | 4 434 | 4 249 |

| 1901  | 1906  | 1911  | 1921  | 1926  | 1931  | 1936  | 1946  | 1954  |
| ----- | ----- | ----- | ----- | ----- | ----- | ----- | ----- | ----- |
| 4 104 | 3 977 | 3 794 | 3 615 | 3 581 | 3 647 | 3 692 | 3 839 | 3 837 |

| 1962  | 1968  | 1975  | 1982  | 1990  | 1999  | 2006  | 2011  | 2016  |
| ----- | ----- | ----- | ----- | ----- | ----- | ----- | ----- | ----- |
| 4 146 | 4 482 | 4 661 | 4 829 | 4 767 | 4 659 | 4 629 | 4 522 | 4 513 |

| 2021  | 2022  | - | - | - | - | - | - | - |
| ----- | ----- | - | - | - | - | - | - | - |
| 4 435 | 4 415 | - | - | - | - | - | - | - |

#### Pyramide des âges
La population de la commune est relativement âgée.
En 2018, le taux de personnes d'un âge inférieur à 30 ans s'élève à 27,3 %, soit en dessous de la moyenne départementale (34,5 %). À l'inverse, le taux de personnes d'âge supérieur à 60 ans est de 40,2 % la même année, alors qu'il est de 28,3 % au niveau départemental.
En 2018, la commune comptait 2 107 hommes pour 2 398 femmes, soit un taux de 53,23 % de femmes, largement supérieur au taux départemental (50,71 %).
Les pyramides des âges de la commune et du département s'établissent comme suit.
| Hommes | Classe d’âge | Femmes |
| ------ | ------------ | ------ |
| 1,6    | 90 ou +      | 4,3    |
| 14,9   | 75-89 ans    | 18,9   |
| 20,1   | 60-74 ans    | 20,0   |
| 19,8   | 45-59 ans    | 19,3   |
| 14,0   | 30-44 ans    | 12,2   |
| 14,9   | 15-29 ans    | 12,1   |
| 14,8   | 0-14 ans     | 13,1   |

| Hommes | Classe d’âge | Femmes |
| ------ | ------------ | ------ |
| 1,1    | 90 ou +      | 2,5    |
| 8      | 75-89 ans    | 10,6   |
| 17,7   | 60-74 ans    | 18,4   |
| 20,3   | 45-59 ans    | 19,4   |
| 17,3   | 30-44 ans    | 16,6   |
| 16,9   | 15-29 ans    | 14,9   |
| 18,8   | 0-14 ans     | 17,6   |

## Activité et manifestations
Le marché a lieu tous les lundis matin, réunissant une trentaine de commerçants (fleuristes, galettes, volailles, maraîchers, charcutier, vêtements, lingerie…)  sur la place du Maréchal-Leclerc, rue Bethléem, sur les promenades Charles-de-Gaulle et sur la place du Mûrier.

## Économie
- Race craonnaise de porc.
- Usine Célia de Lactalis (fabrication du Chaussée aux Moines).

## Culture locale et patrimoine

### Lieux et monuments
La commune de Craon compte cinq monuments historiques :
- Château de Craon classé du XVIIIe siècle construit en pierre blanche de la Loire. Il est environné d'un vaste jardin à la française et d'un parc à l'anglaise de plus de 40 hectares. Il y a aussi une rivière et un grand jardin potager possédant des serres du siècle dernier. L’ensemble est classé et inscrit aux monuments historiques[33] ;
- Halles de Craon, en charpente de bois, achevées en 1850 et inscrites au titre des monuments historiques en 1984[34] ;
- Grenier à sel, rue du Pavé, classé au titre des monuments historiques en 1991[35] ;
- Grenier à sel, impasse des Onguents, inscrit au titre des monuments historiques en 1989[36] ;
- Le prieuré bénédictin Saint-Clément[37]. Une inscription romaine a été découverte[Quand ?] dans le mur de l'ancienne église de Saint-Clément.
- Maisons à pan de bois, place des Halles.
- Château de la Jacopière

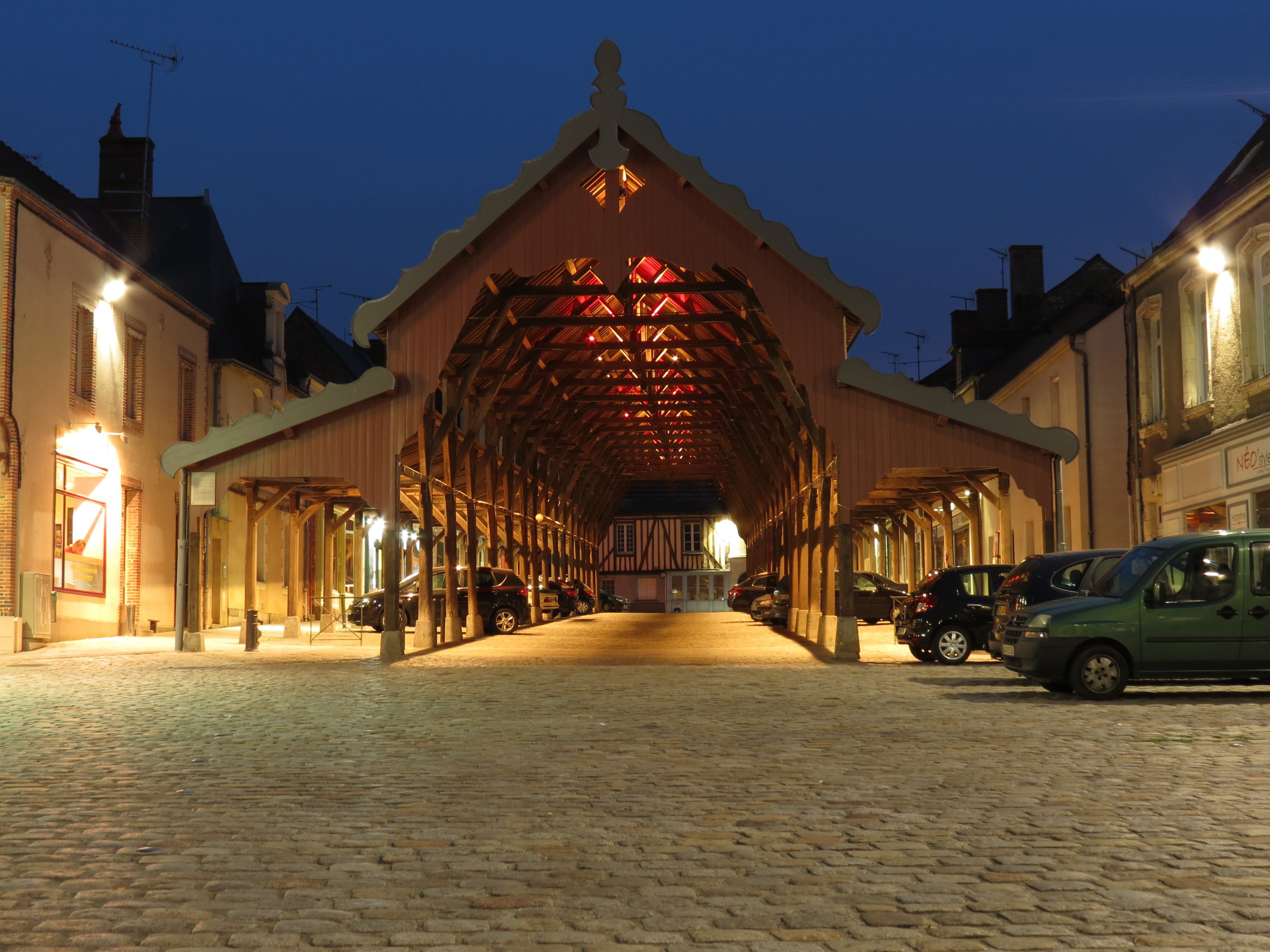
Les halles.
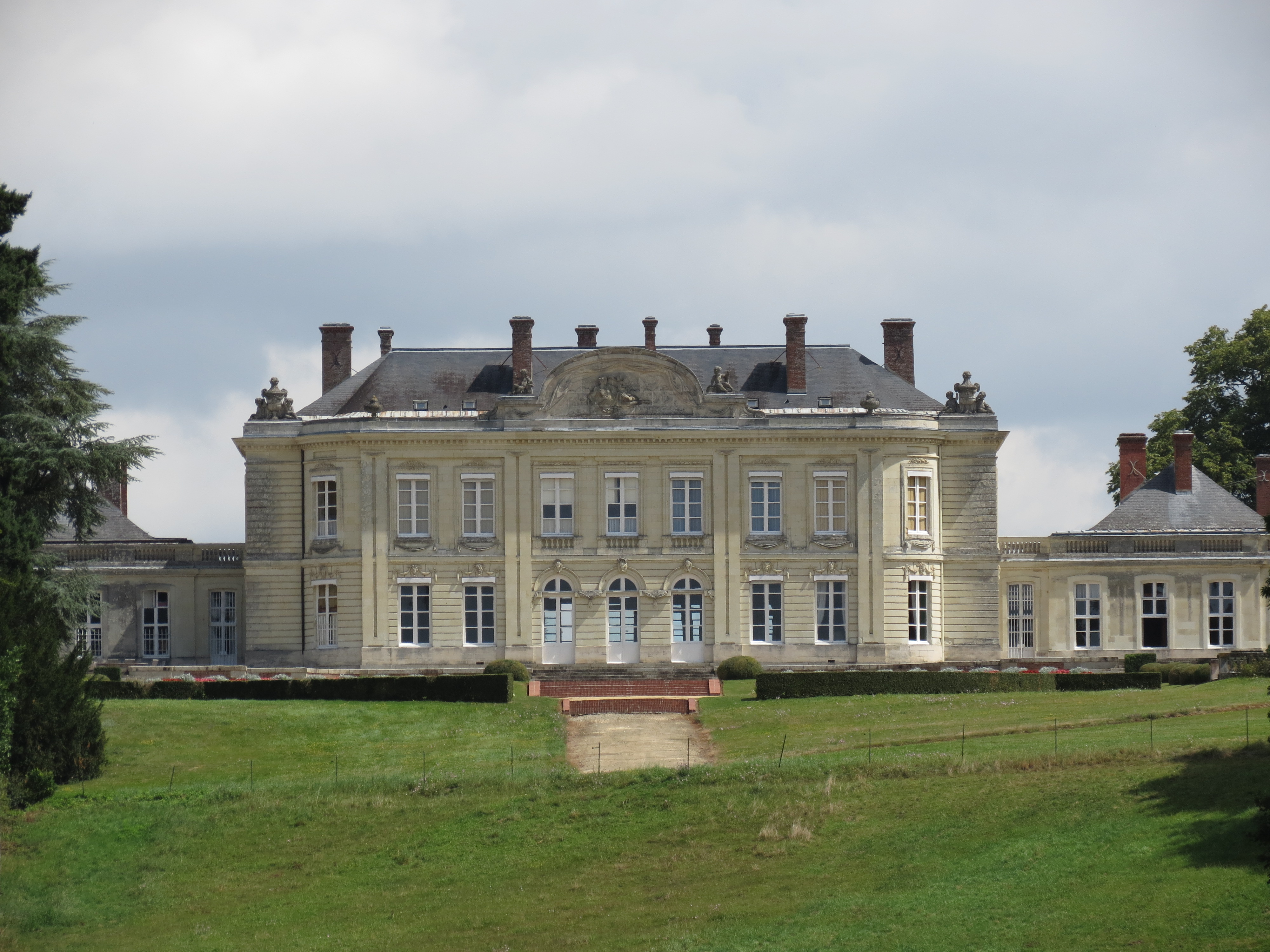
Le château.
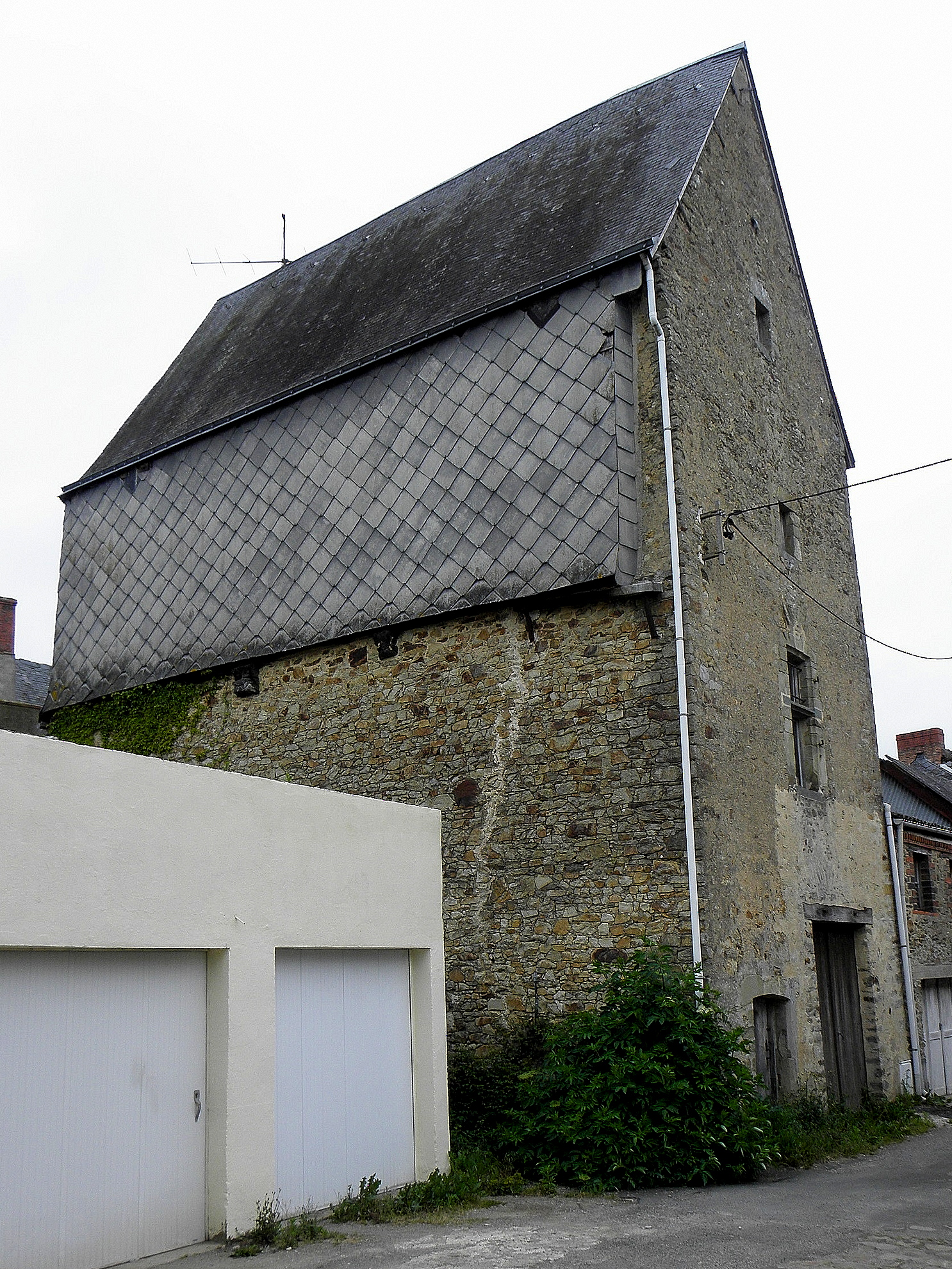
Le grenier à sel de l’impasse des Onguents.
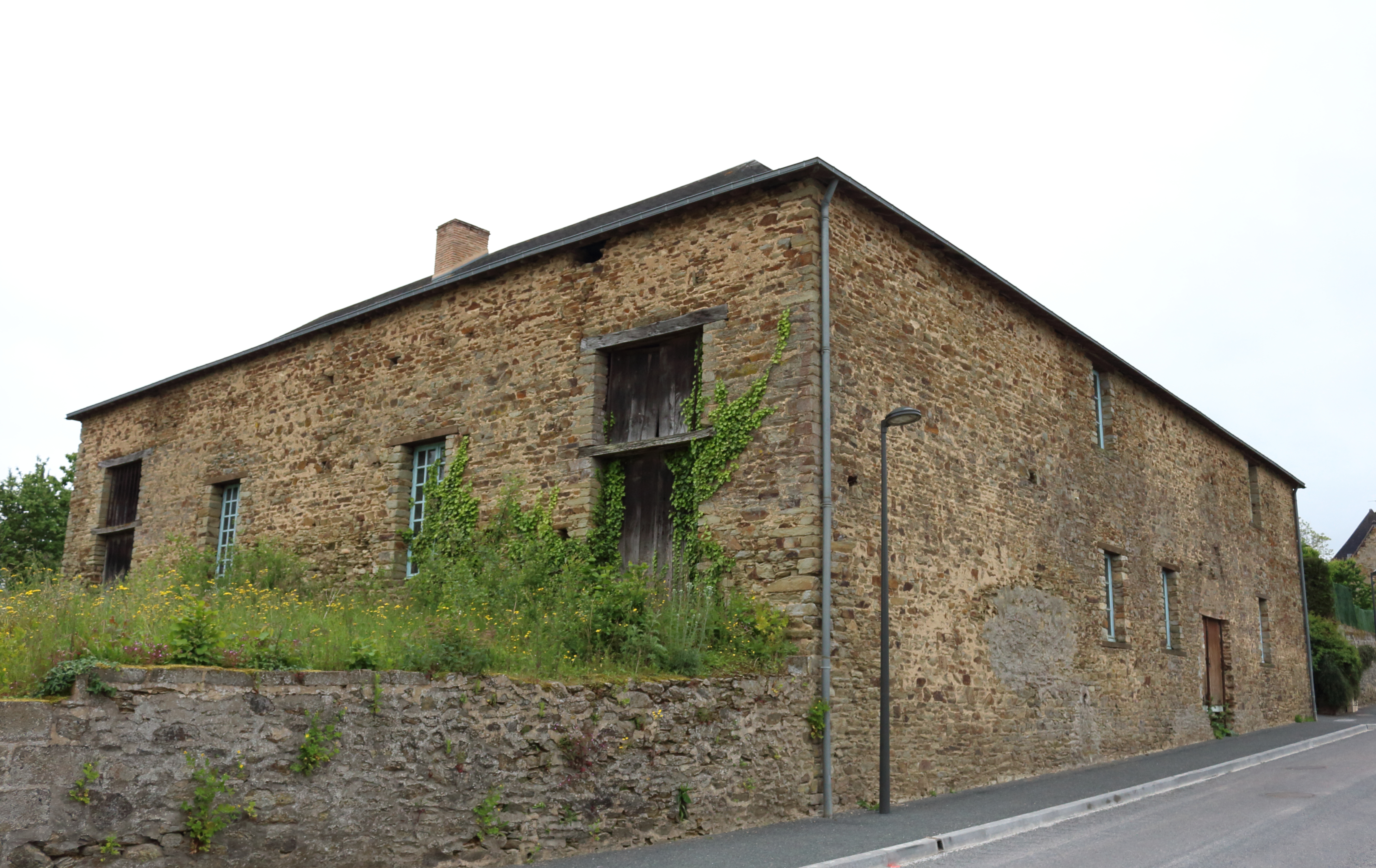
Le grenier à sel de la rue du Pavé.
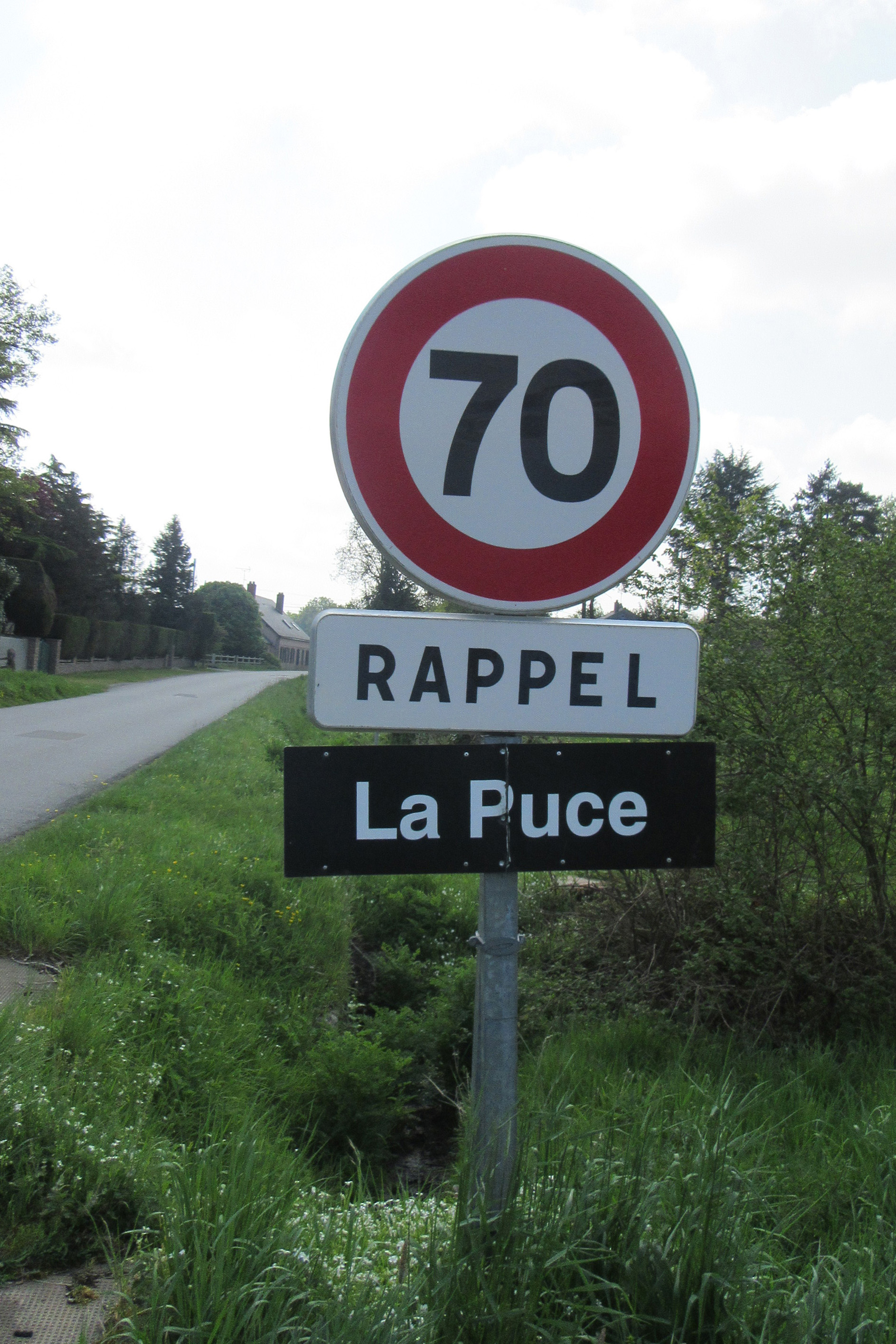
Le hameau de la Puce.
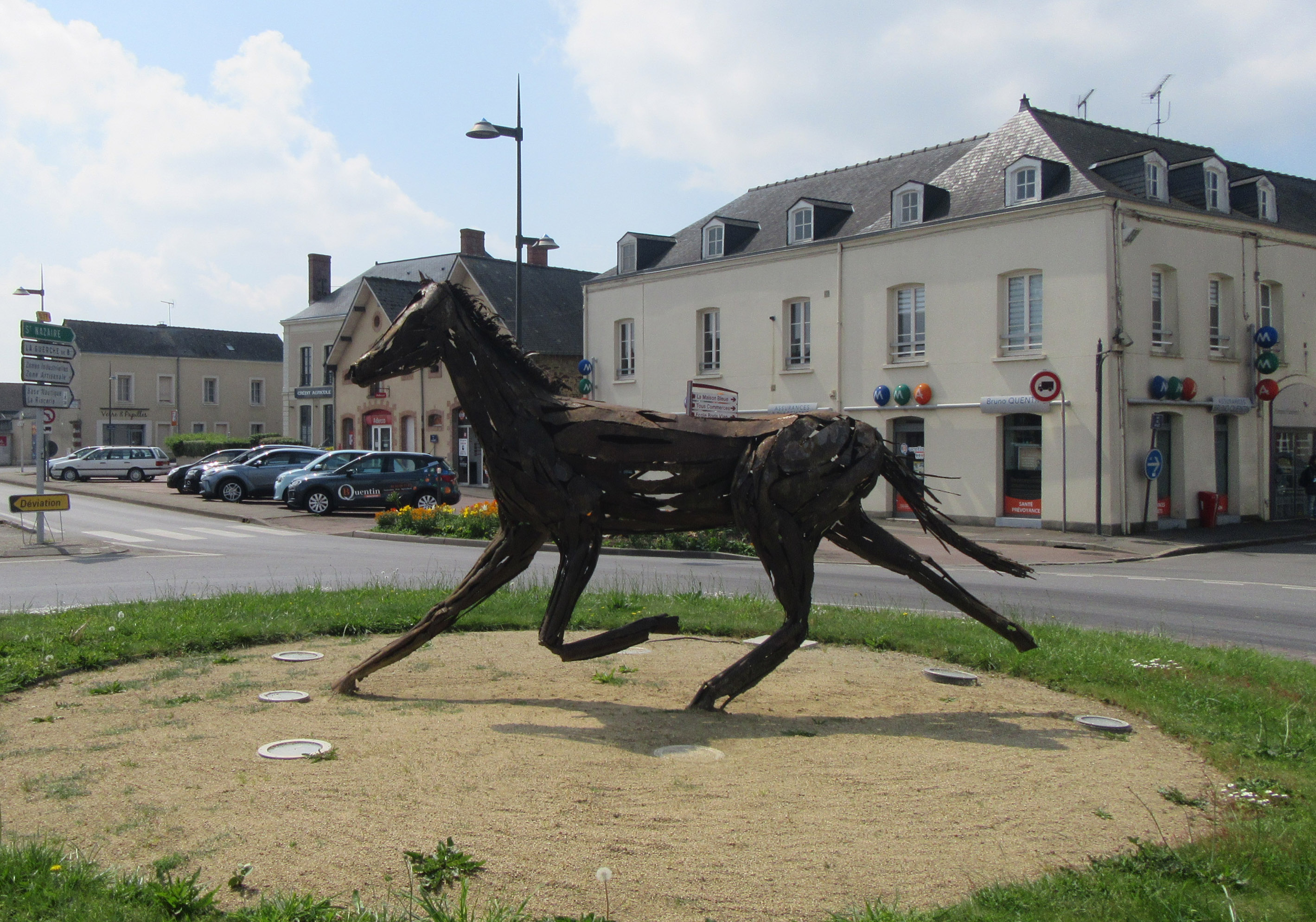
Monument sur la place du 11-Novembre. Un cheval en tôles de fer soudées.

### Patrimoine religieux

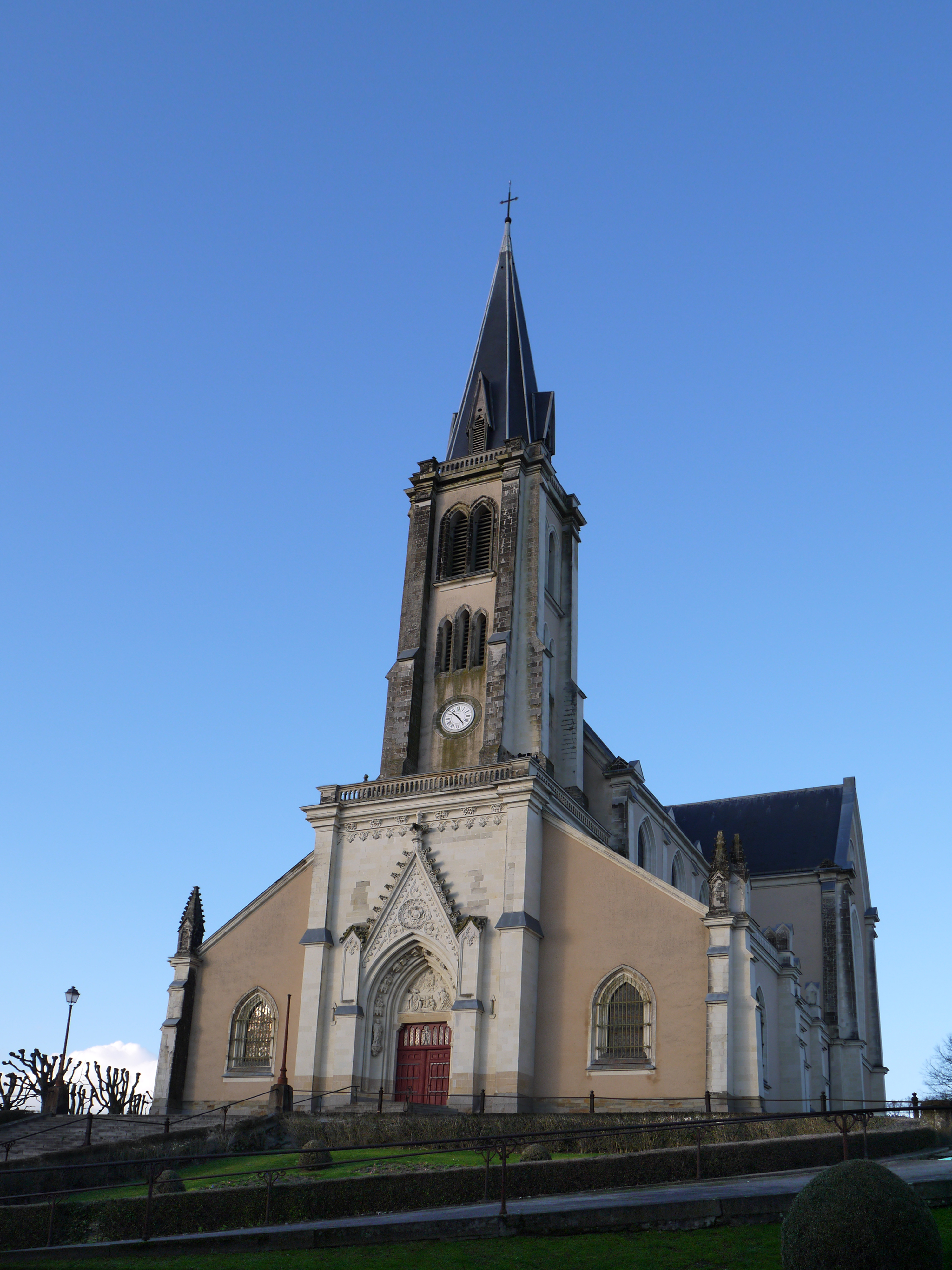
L'église Saint-Nicolas.

- Église Saint-Nicolas, construite dans le style néo-gothique.
- Prieuré Saint-Clément, devenu centre culturel[38], il abritait auparavant une laiterie où fut élaboré un fromage vendu de nos jours sous l'appellation Chaussée aux Moines[39].
- Chapelle Saint-Eutrope, située dans le parc du château[33].

### Personnalités liées à la commune
- Robert de Craon (vers 1100 - 1149), sire de Craon.
- Pierre Le Cornu (mort en 1612), militaire, gouverneur de Craon.
- Anthyme-Denis Cohon (1595 à Craon - 1670), religieux, évêque.
- Bernard Guyard (1601 à Craon - 1674), théologien.
- Pierre-Ambroise de la Forest, marquis d'Armaillé[40] (1734-1806), était également baron de Craon, de Gohort, du Puy-du-Fou et autres lieux et fut l'un des plus importants propriétaires fonciers de l'Anjou. Son grand-père François d'Armaillé (1647-1731)[41] avait été acquéreur de la baronnie de Craon pour la somme de 200 000 livres.
- Louis-François Allard, (1735 à Craon - 1819), médecin et député.
- François-Joachim Esnue-Lavallée (1751 à Craon - 1816), homme politique.
- Joseph Louis Proust (1754-1826), chimiste, a résidé à Craon.
- Volney (1757 à Craon - 1820), écrivain.
- Pierre Bodard de la Jacopière (1758 à Craon - 1826 à Craon), botaniste et médecin.
- Émile Jamet (1799 à Craon - ?), agriculteur et homme politique.
- Ladislas Dymkovski (1847 à Craon - 1927), peintre, musicien et photographe.
- Jules Gabriel Dubois-Menant (1855-1921), artiste, né dans cette ville.
- Prosper Jules Charbonnier (1862 à Craon - 1936), ingénieur-général de la marine, spécialiste de la balistique.
- Ferdinand Le Pelletier (1864 à Craon - 1939 à Craon), homme politique et économiste, fondateur de l'École supérieure des sciences économiques et commerciales.
- Fortuné d'Andigné (1868 - 1935 à Craon), homme politique.
- Louis de Guébriant (1916-2005), journaliste, propriétaire du château de Craon, président de la société des courses de Craon.
- Henri de Gastines (1929-2011), député (1968-2002) et maire de Craon (1977-1989).

### Héraldique
| Blason de Craon | Blason  | De gueules au sautoir d'argent cantonné de quatre losanges du même. |
| Blason de Craon | Détails | Adopté par la municipalité.                                         |